# Burg Lanšperk
Die Burg Lanšperk oder Landšperk (deutsch: Burg Landsberg) beim gleichnamigen Ort Lanšperk (Landsberg), Dolní Dobrouč (deutsch Liebenthal), lag in der Region Pardubický kraj in Tschechien.

## Geschichte
Die Burg Landsberg entstand in der ersten Hälfte des 13. Jahrhunderts auf königlichem Grund zwischen der Stillen Adler und der Böhmisch-mährischen Höhe. Sie wurde erstmals 1285 in einer Urkunde des böhmischen Königs Wenzel II. erwähnt und war Sitz der Herrschaft Landsberg, die im Besitz des Zisterzienserklosters Königsaal war, zu dessen Dotation sie bestimmt war. Zum Herrschaftsbereich gehörte die Stadt Landskron, drei Marktorte und 43 weitere Siedlungen. Nachdem Adelige aus Sandbach und Geiersberg versuchten, das Gebiet in ihren Besitz zu bringen, wurde es zunächst durch das Kloster verpachtet und 1358 im Tausch an das Bistum Leitomischl abgetreten. Die Burg diente nun als Sitz des bischöflichen Hauptmanns.
1425 und 1429 wurde die Burg von den ostböhmischen Hussiten erobert. Im 16. Jahrhundert war die Herrschaft im Besitz der Herren von Pernstein, die jedoch die Burg nicht mehr bewohnten. Sie wird 1622 als wüst bezeichnet und diente danach als Steinbruch. Das nordöstlich der Ruine liegende Dorf Landsberg ist seit dem 16. Jahrhundert nachweisbar.